# Torcy-le-Grand (Aube)
Torcy-le-Grand – miejscowość i gmina we Francji, w regionie Grand Est, w departamencie Aube.
Według danych na rok 1990 gminę zamieszkiwały 414 osoby, a gęstość zaludnienia wynosiła 55 osób/km².

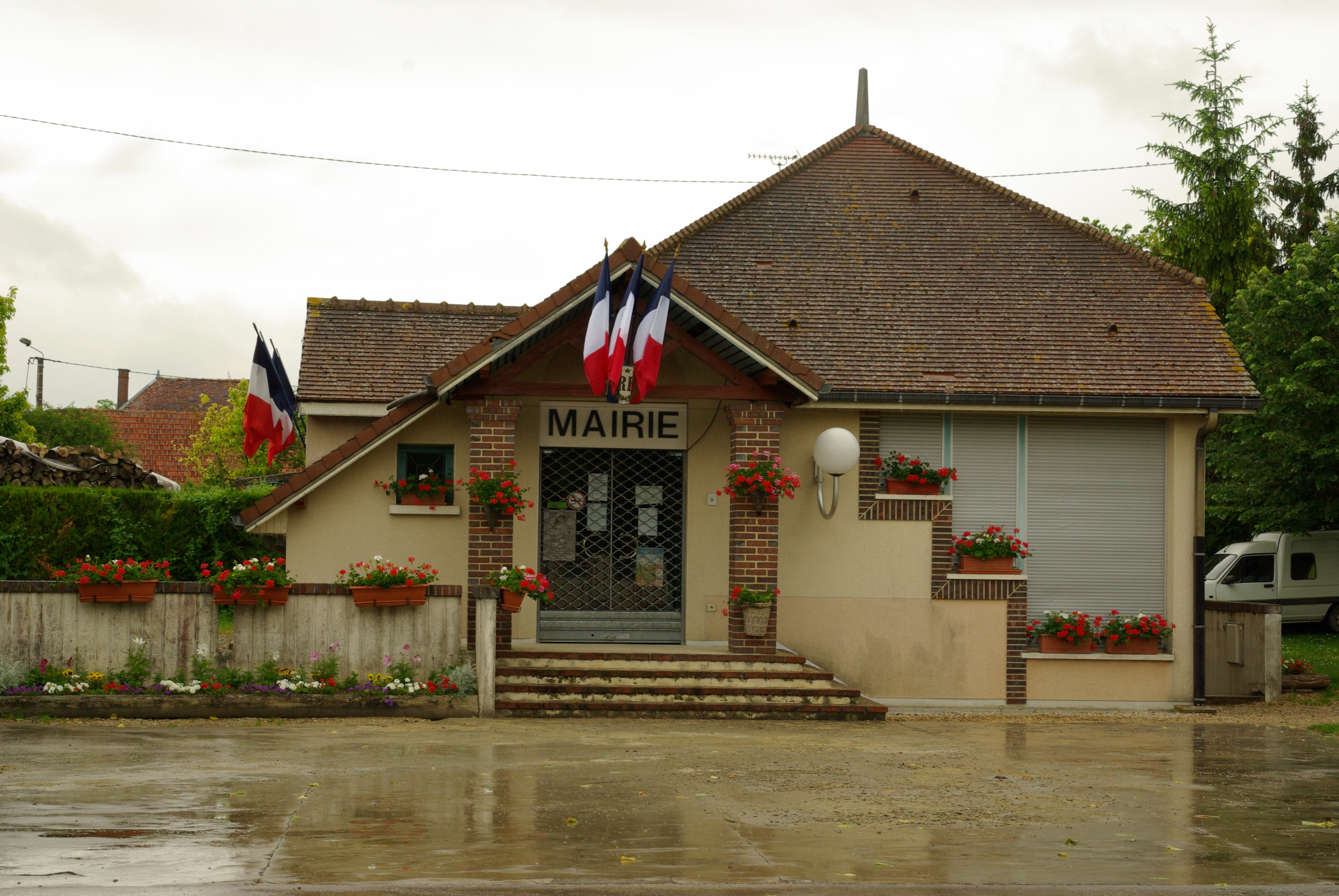
Merostwo w Torcy-le-Grand, 2010